# Station Reading
Reading is een spoorwegstation van National Rail aan de Great Western Main Line in Reading, in Engeland. Het station, oorspronkelijk ontworpen door Isambard Kingdom Brunel, is eigendom van en wordt beheerd door Network Rail en is Grade II listed.

## Geschiedenis

### Spoorwegmaatschappijen
Het eerste station van Reading werd geopend op 30 maart 1840 als het tijdelijke westelijke eindpunt van de eerste lijn van de Great Western Railway (GWR). De tijd die nodig was om van Londen naar Reading te reizen werd door het spoor teruggebracht tot een uur en vijf minuten, minder dan een kwart van de tijd die de snelste postkoets nodig had. De lijn werd in 1841 verlengd tot het beoogde eindpunt in Bristol. Het station van Reading was een typisch door Brunel ontworpen enkelzijdig tussenstation, met afzonderlijke sporen langs de perrons ten zuiden van de doorgaande. Deze indeling betekende dat de treinen richting Londen voor hun stop te Reading het spoor voor de tegenliggers moest kruisen. 
In 1844 werd het Great Western Hotel aan de overkant van de Forbury Road geopend voor bezoekers aan de stad. Het wordt beschouwd als het oudste nog bestaande spoorweghotel ter wereld. Nieuwe routes voegden zich al snel bij de lijn tussen Londen, zoals de lijn van Reading naar Newbury en Hungerford die in 1847 werd geopend en de lijn naar Basingstoke in 1848, beide aan de zuidwestkant.
In 1849 volgde de South Eastern Railway (SER) met hun lijn naar Reading en een eigen kopstation pal naast dat van de GWR.
Tussen 1865 en 1867 werd een stationsgebouw van bakstenen uit Coalbrookdale met biezen van Bath Stone, voorzien van een toren en klok, gebouwd voor de Great Western Railway. Bronnen verschillen van mening over de vraag of dit een nieuw gebouw was, of een verbouwing van het eerdere gebouw van Brunel. In 1898 werd de enkelzijdige stationsindeling vervangen door een conventioneel ontwerp met vier sporen en perrons die via een reizigerstunnel verbonden waren. 
Toegang tot het station vanaf Broad Street, de winkelstraat in het centrum, kwam er pas met de bouw van Queen Victoria Street in 1903. Deze doorbraak tussen Friar Street en Broad Street ligt in het verlengde van Station Road. 

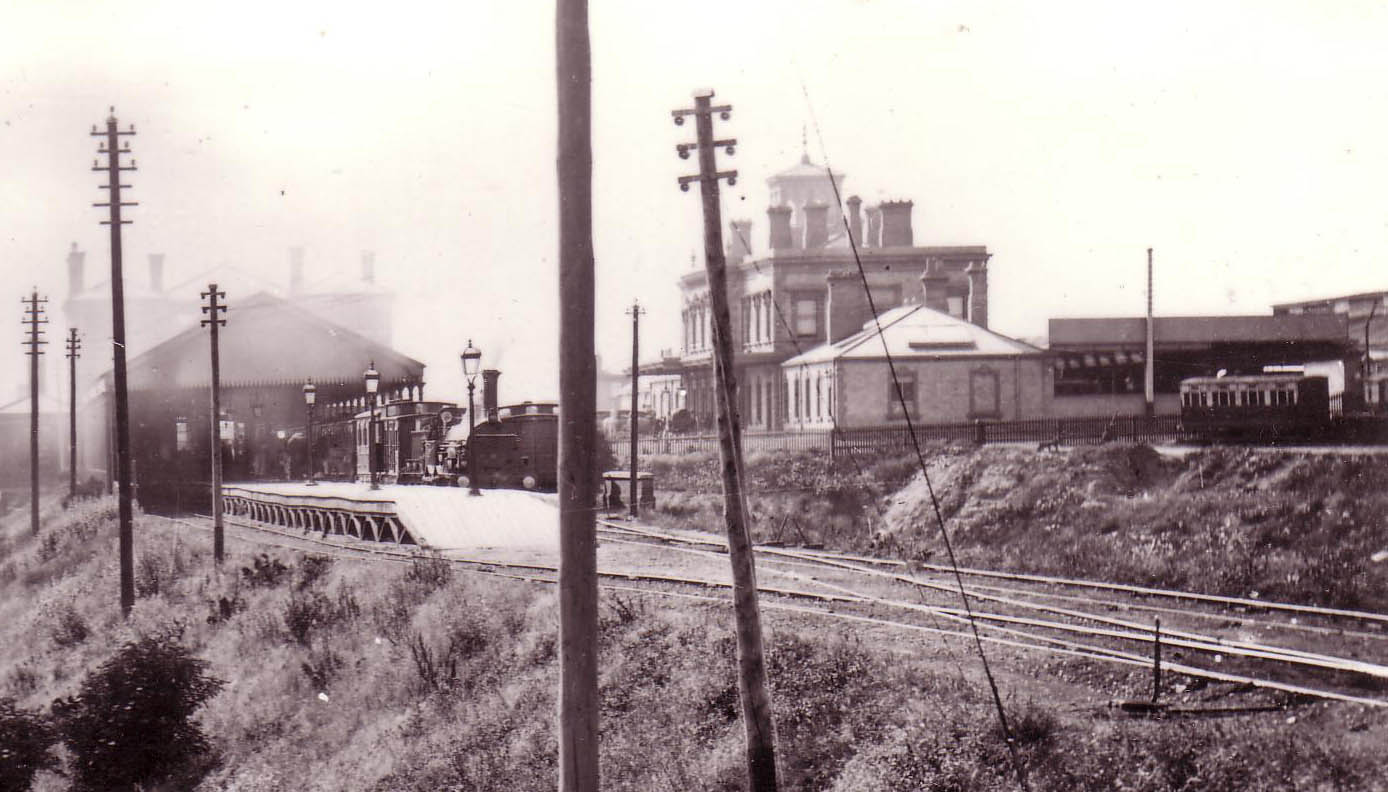
De stations in 1865, links dat van SER, rechts dat van GWR.
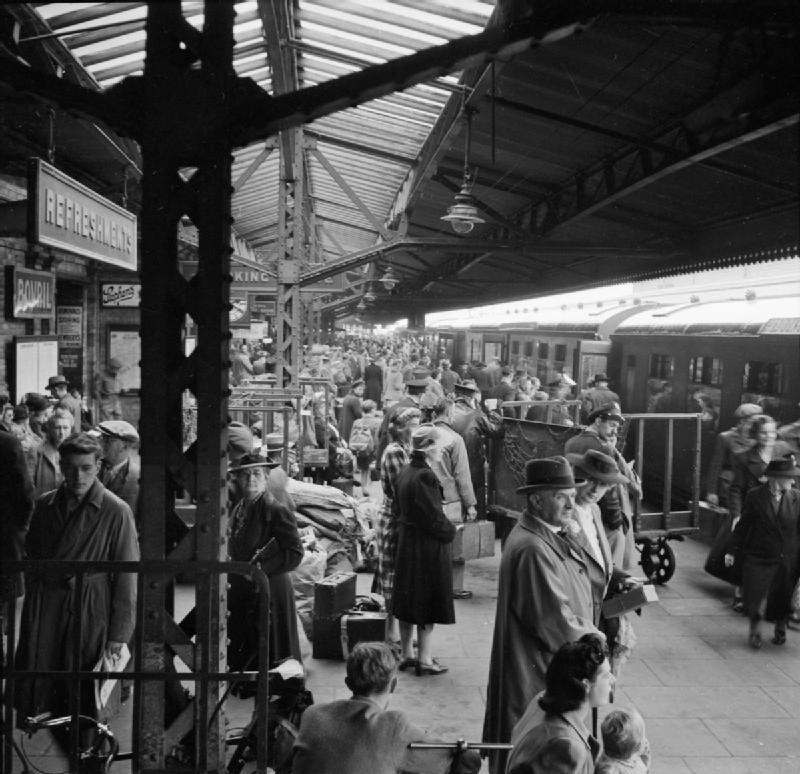
Spoor 1 in 1945.

### British Rail
In 1948 werden de Britse spoorwegen genationaliseerd in British Rail en op 26 september 1949 werd het station omgedoopt in Reading General om het te onderscheiden van het naburige ex-South Eastern Railway station. Op 6 september 1965 werd het voormalige SER station gesloten en het verkeer van die lijn werd omgeleid naar het nieuwe spoor 4A in het general station, dat een trein met 8 bakken kon herbergen.  Het achtervoegsel "General" werd in 1973 uit de dienstregeling van British Rail geschrapt, maar op sommige naamborden van het station stond in 1974 nog steeds "Reading General". De ligging naast elkaar van de twee stations betekende dat de stadsbussen de bestemming 'Stations' toonden. In 1975 werd spoor 4B toegevoegd toen er een dienst kwam tussen Reading en Gatwick over de lijn van de SER.
In 1989 werd een gloednieuwe stationshal geopend door de InterCity divisie van British Rail, inclusief een, naar Brunel genoemde, winkelgalerij geopend aan de westkant van het oude station van de SER. Deze stationshal met winkelgalerij werd door een nieuwe voetgangersbrug verbonden met de perrons van het centraal station. Tegelijkertijd werd op de plaats van het voormalige goederenemplacement en seinhuis ten noorden van het station een nieuwe stationsparking met meerdere niveaus gebouwd, die op dezelfde voetgangersbrug werden aangesloten. Het stationsgebouw uit 1867 werd omgebouwd tot de pub Three Guineas. Elizabeth II heropende het station op 4 april 1989.

### Verbouwing 2009 – 2015
In 2007 was het station een erkend knelpunt op het spoorwegnet geworden, waarbij passagierstreinen vaak buiten het station moesten wachten tot er een perron beschikbaar kwam. Dit werd veroorzaakt door een beperkt aantal doorgaande perrons, de wisselstraten direct ten oosten en westen van het station en de noodzaak voor noord-zuidtreinen om in het station te keren. De Great Western Main Line bij Reading heeft twee paar sporen, een voor sneldiensten aan de zuidkant en een voor stop- en goederendiensten aan de noordkant. Treinen die van/naar deze laatste sporen wilden van/naar de lijnen die door Reading West lopen (naar Taunton en Basingstoke) moesten de sporen van de sneldiensten oversteken. Vooral langzaam rijdende goederentreinen hinderden daarbij de sneltreinen.
In juli 2007 kondigde de regering in haar witboek Delivering a Sustainable Railway plannen aan om de verkeersstroom in Reading te verbeteren. Reading werd samen met station Birmingham New Street als "belangrijk congestieknelpunt" bestempeld en voor beide stations samen werd £ 600 miljoen uitgetrokken. Op 10 september 2008 maakte  Network Rail het uitgewerkte plan voor station Reading en omgeving, ter waarde van een £ 400 miljoen, bekend dat de volgende werkzaamheden omvatte:
- Vijf nieuwe perrons: Vier nieuwe doorgaande perrons aan de noordzijde en een extra perron voor de Wokingham-lijnen.
- Een nieuwe voetgangersbrug aan de westzijde van het station, ter vervanging van de voetgangersbrug uit 1989. Dit omvatte ook een nieuwe ingang aan de zuidkant, alleen voor tickethouders.
- Een nieuwe ingang op straatniveau en loket aan de noordkant van het station.
- De oorspronkelijke metro werd omgebouwd tot een voetgangersonderdoorgang tussen de twee zijden van het station, zonder toegang tot de perrons.
- Het maken van de Cow Lane brug onder de sporen tweerichtingsverkeer met een fietspad.
- Een fly-over ten westen van het station voor treinen om snelle treinen over de lijnen naar Reading West te laten oversteken, ter vervanging van de vlakke kruising.
- Een baangedeelte onder het viaduct om een verbinding te bieden tussen Reading West en de sporen voor de stopdiensten.

De herontwikkeling was ontworpen om voorzieningen te bieden voor toekomstige Crossrail- en Heathrow Airtrack-diensten op station Reading.
De verbeteringen hebben capaciteit vergroot met ten minste 4 extra treinen in elke richting per uur en 6 extra goederentreinen per dag (gelijk aan 200 vrachtwagens). De gemeente heeft ook ontwikkelingen van de omgeving gepland in samenhang met de ontwikkelingen op het station. De kosten van het project liepen op tot £ 897 miljoen, maar het werd een jaar eerder dan verwacht voltooid. Network rail nam in april 2014 het beheer van het station over van First Great Western en het herbouwde station werd heropend door koningin Elizabeth II op 17 juli 2014. 
De elektrificatie van de Great Western Main Line bij station Reading werd tijdig voltooid voor elektrische treinen om op 2 januari 2018 in dienst te komen tussen Paddington en Didcot Parkway.

### Tractie depot
De GWR bouwde in 1841 een kleine locomotiefloods bij de aansluiting van de lijnen naar Didcot en die naar Basingstoke. Deze werd vergroot en herbouwd in 1876 en opnieuw in 1930. Het werd in 1965 gesloten door British Railways en vervangen door een speciaal gebouwde lijnwerkplaats. Deze werd vervolgens verplaatst door Network Rail, tijdens de herontwikkelingswerken in het begin van de jaren 2010, naar de noordkant van het spoor ten westen van het station.

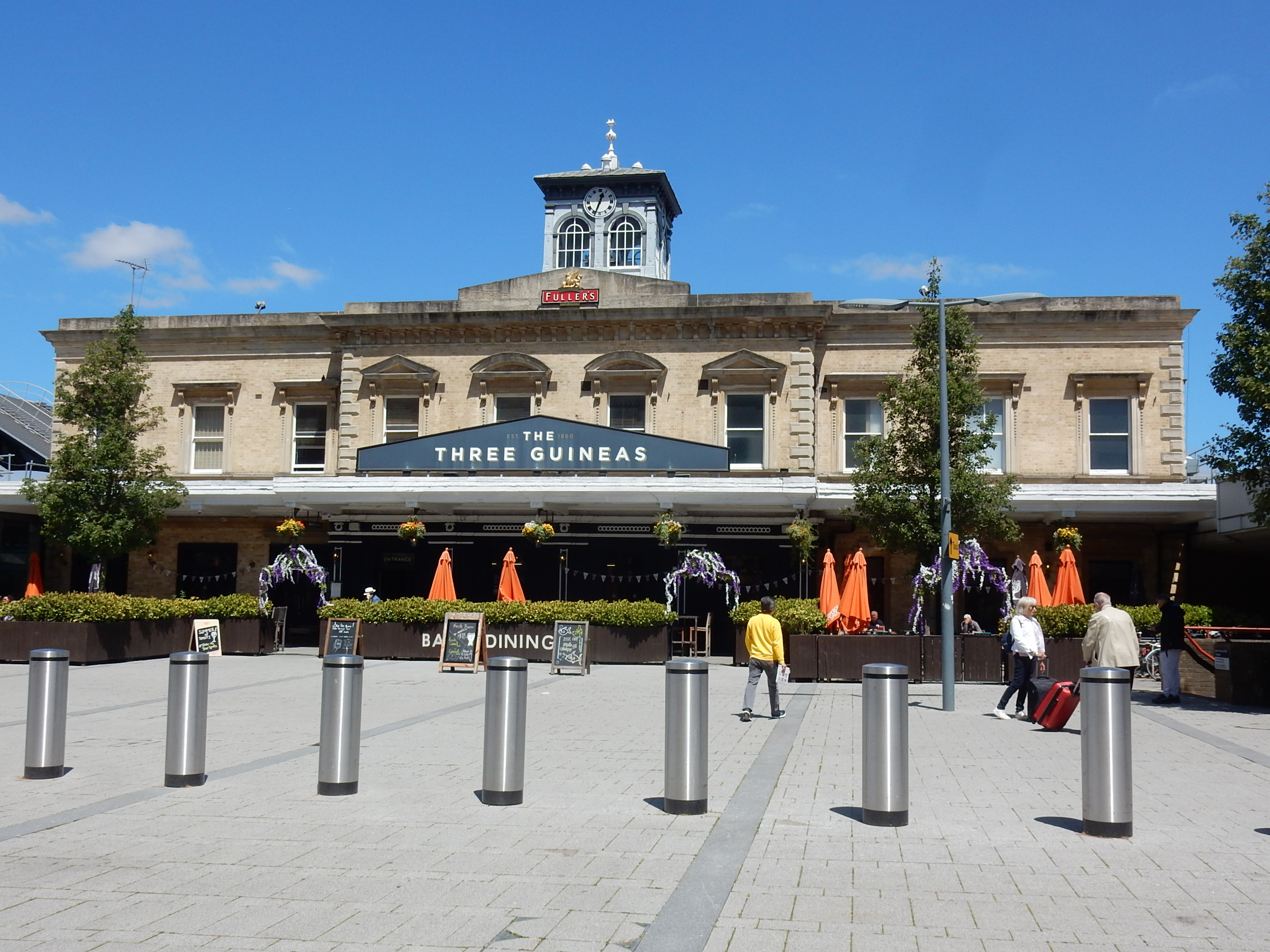
Het stationsgebouw uit 1867.
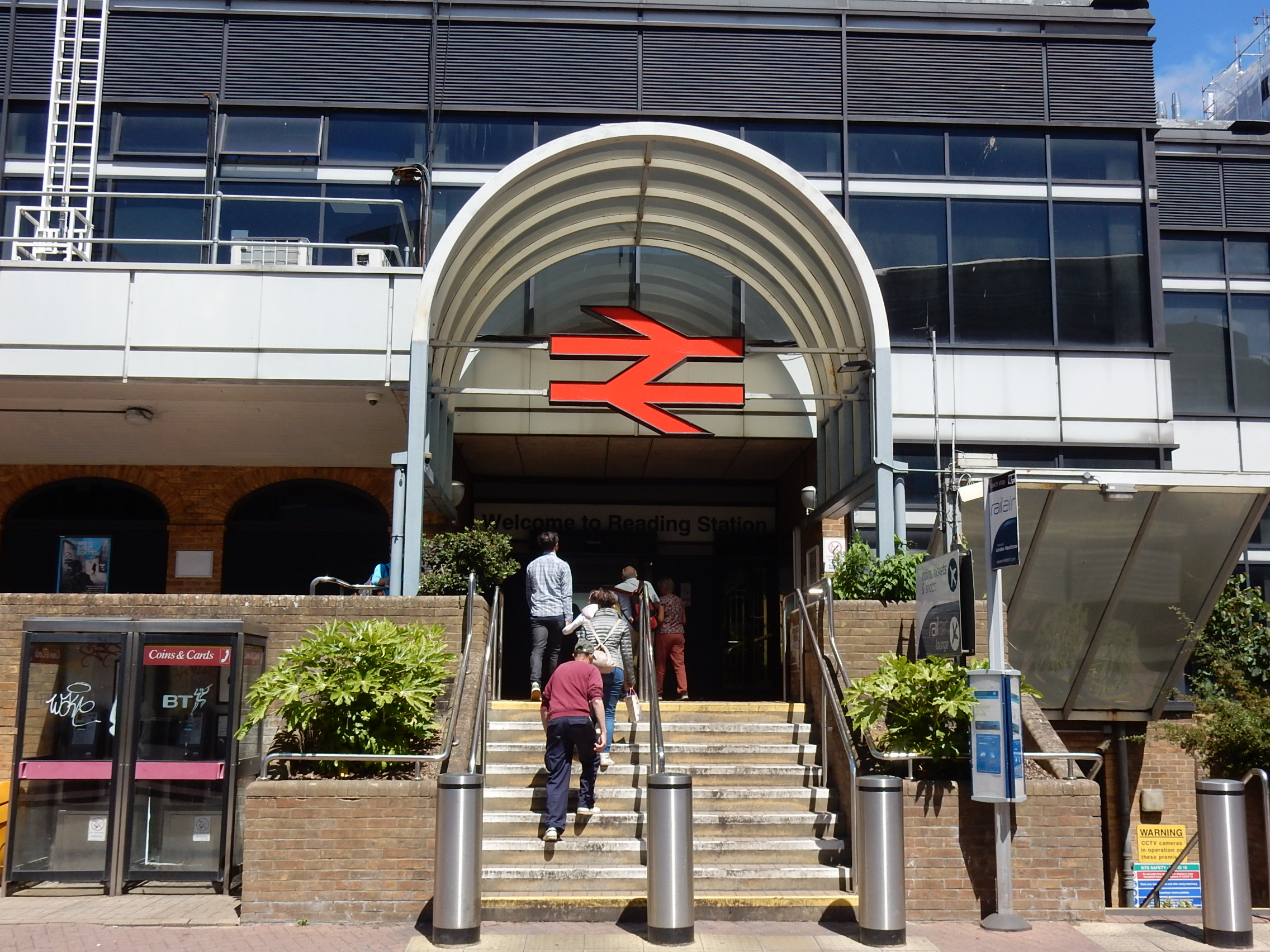
De ingang van de stationshal uit 1989.
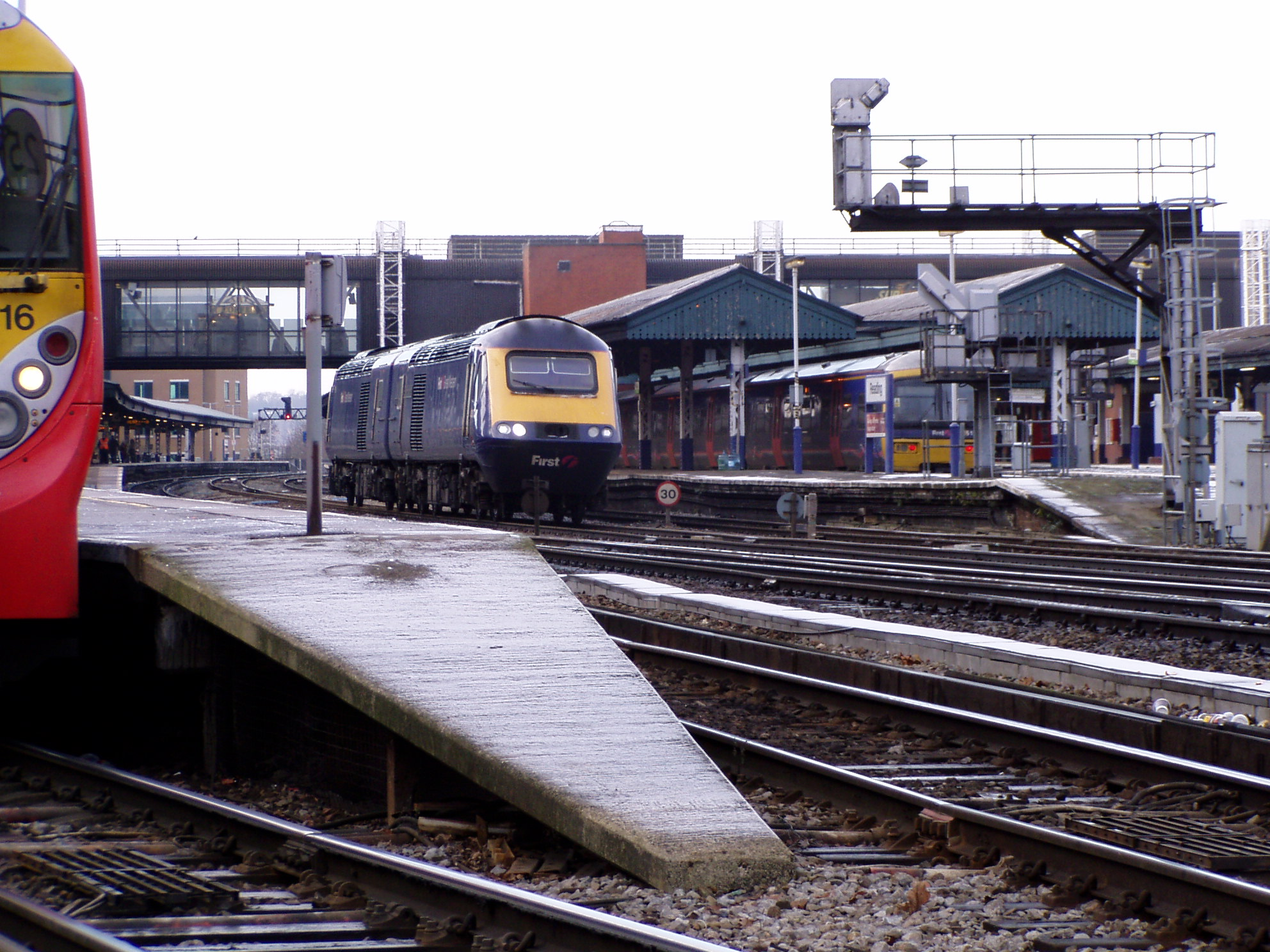
De perrons met de loopbrug uit 1989 in 2010

## Voorvallen
- Extreem weer was de oorzaak van een vroeg slachtoffer in de geschiedenis van het station. Op 24 maart 1840, terwijl het station bijna voltooid was, werkte de 24-jarige Henry West aan het dak van het station toen een rukwind (destijds beschreven als een tornado) dat deel van het dak optilde en het ongeveer 60 meter naar het westen blies waarbij West om het leven kwam. Aan de muur van het hoofdstationsgebouw hangt een koperen plaquette, ter herdenking van de gebeurtenis.
- Op 12 september 1855 werd een lichte locomotief op de verkeerde lijn gestuurd. Het gevolg was een frontale botsing met een passagierstrein. Vier mensen kwamen om het leven en velen raakten gewond.
- Op 17 juni 1914 vond er een ongeluk plaats in Reading, waarvan de spoorweghistoricus O. S. Nock, toen een schooljongen, getuige was. De machinist van een trein naar Ascot reed weg terwijl het sein nog op rood stond. Hierdoor reed hij op de rijweg van een tegemoetkomende trein op weg naar London Paddington, waarvan de machinist bij de botsing omkwam.
- T. E. Lawrence (Lawrence of Arabia) verloor de 250.000 woorden tellende eerste versie van zijn Zeven Zuilen van Wijsheid op het station toen hij zijn aktetas vergat tijdens het overstappen in 1919. Werkend vanuit het geheugen, omdat hij zijn aantekeningen had vernietigd na voltooiing van de eerste versie, voltooide hij vervolgens een tweede ontwerp van 400.000 woorden in drie maanden.
- Duitse vliegtuigen probeerden de sporen in het station te bombarderen aan het begin van de Tweede Wereldoorlog.
- Op 1 augustus 1990 kwam een class 119 dieseltreinstel L576 in botsing met een passagierstrein bestaande uit de elektrischetreinstellen 3508 & 3504 en een 4CI treinstel 1304 als gevolg van overloopsignalen. Veertig mensen raakten gewond.
- Op 23 oktober 1993 ontplofte een IRA-bom bij een seinhuis in de buurt van het station, enkele uren nadat 2 kg Semtex was gevonden in de toiletten van het station. De resulterende sluiting van de spoorlijn en de evacuatie van het station veroorzaakten enkele uren chaos, maar niemand raakte gewond.

## Ligging en inrichting
Het station ligt aan de noordkant van het centrum van Reading, aan de Inner Distribution Road, in de buurt van de belangrijkste winkel en bedrijfsgebieden en de Theems. Aan de Great Western Main Line ligt het 58 km ten westen van Paddington. Reading is het negende drukste station in het Verenigd Koninkrijk buiten Londen, en het op een na drukste overstapstation buiten Londen, met meer dan 3,8 miljoen overstappers per jaar. Het station wordt beheerd door Network Rail en wordt bediend door vierspoorwegmaatschappijen: Great Western Railway, CrossCountry, South Western Railway en de Elizabeth line. 

### Voor 2013
Tot 2013 had het station van Reading vier doorgaande perrons en acht kopsporen om het hierboven beschreven verkeer te bedienen.
De indeling van het station direct voor 27 december 2011 was als volgt:
- Sporen 1, 2, 3 – Kopsporen aan de westkant voor de stoptreinen naar Basingstoke, Newbury en Bedwyn.
- Spoor 4 – Snelle diensten van Paddington naar het Westen. Omgenummerd tot spoor 7.
- Sporen 4a, 4b – Aan de oostkant gelegen kopsporen. Gebruikt voor diensten op de North Downs line en naar London Waterloo. Omgenummerd tot respectievelijk spoor 6 en 5.
- Spoor 5 – Snelle diensten naar Paddington. Omgenummerd tot spoor 8.
- Spoor 6 – Aan de oostkant gelegen kopspoor voor de stoptreinen van en naar London Paddington. Omgenummerd tot spoor 16 en later verwijderd.
- Spoor 7 – Een kopspoor aan de westkant voor de CrossCountry diensten van en naar Newcastle. Opgebroken tijdens de herontwikkeling.
- Spoor 8 – Stoptreinen van Paddington naar Oxford. Ook gebruikt voor CrossCountry diensten. Snelle diensten naar Paddington, als spoor 5 bezet was. Omgenummerd tot spoor 9.
- Spoor 9 - Stoptreinen van Oxford naar Paddington en snelle diensten naar Paddington en Ealing Broadway. Omgenummerd spoor 10.
- Spoor 10 – Een kopspoor aan de oostkant voor stoptreinen naar Paddington die stoppen op de meeste tussenstations. Ook voor stoptreinen naar Henley aan de Theems. Omgenummerd tot spoor 11 en vervolgens omgezet naar een doorgaande platform.

Op 27 december 2011 werd het nieuwe spoor 4 geopend, waarbij alle hoger genummerde sporen opnieuw werden genummerd. De sporen 4 & 5 werden 7 & 8 terwijl de oude sporen    8 & 9 9 & 10 werden, waarbij het kopspoor aan de noordkant het nummer 11 kreeg. Kopspoor 6, dat later in de herontwikkeling zou worden verwijderd, werd omgenummerd tot 16. Spoor 5 (oud 4b) opende op 23 april 2012 en spoor 6 (oud 4a) op 12 juli. De sluiting tijdens Pasen 2013 resulteerde in de opening van nieuwe perrons 12 tot en met 15 en de sluiting van het oude kopspoor 16. Vervolgens werd begonnen met de ombouw van spoor 11 tot een doorgaand spoor, waarna het naastgelegen perron 10 werd verbouwd.
In maart 2013 heropende de voetgangerstunnel als een openbare verbinding tussen het noorden en het zuiden van het station, zonder perrontoegang. Hierdoor kon worden begonnen met het verwijderen van de oude voetgangersbrug, te beginnen met de twee delen die het dichtst bij de parkeerplaats lagen en die in de eerste twee weken van die maand werden opgeheven. Op 29 maart 2013 werd het nieuwe transferdek geopend, klaar voor de opening van de nieuwe perrons op 2 april 2013. Op 7 april 2013 was de oude voetgangersbrug volledig verwijderd.

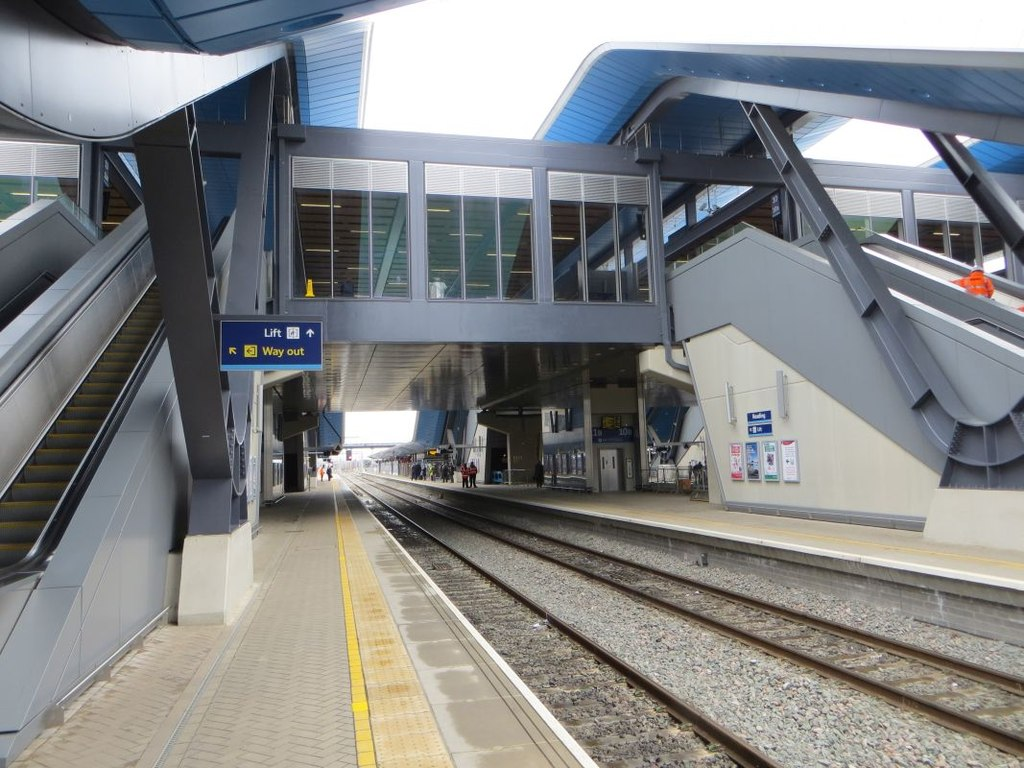
Loopbrug en perrons met (rol)trappen en liften
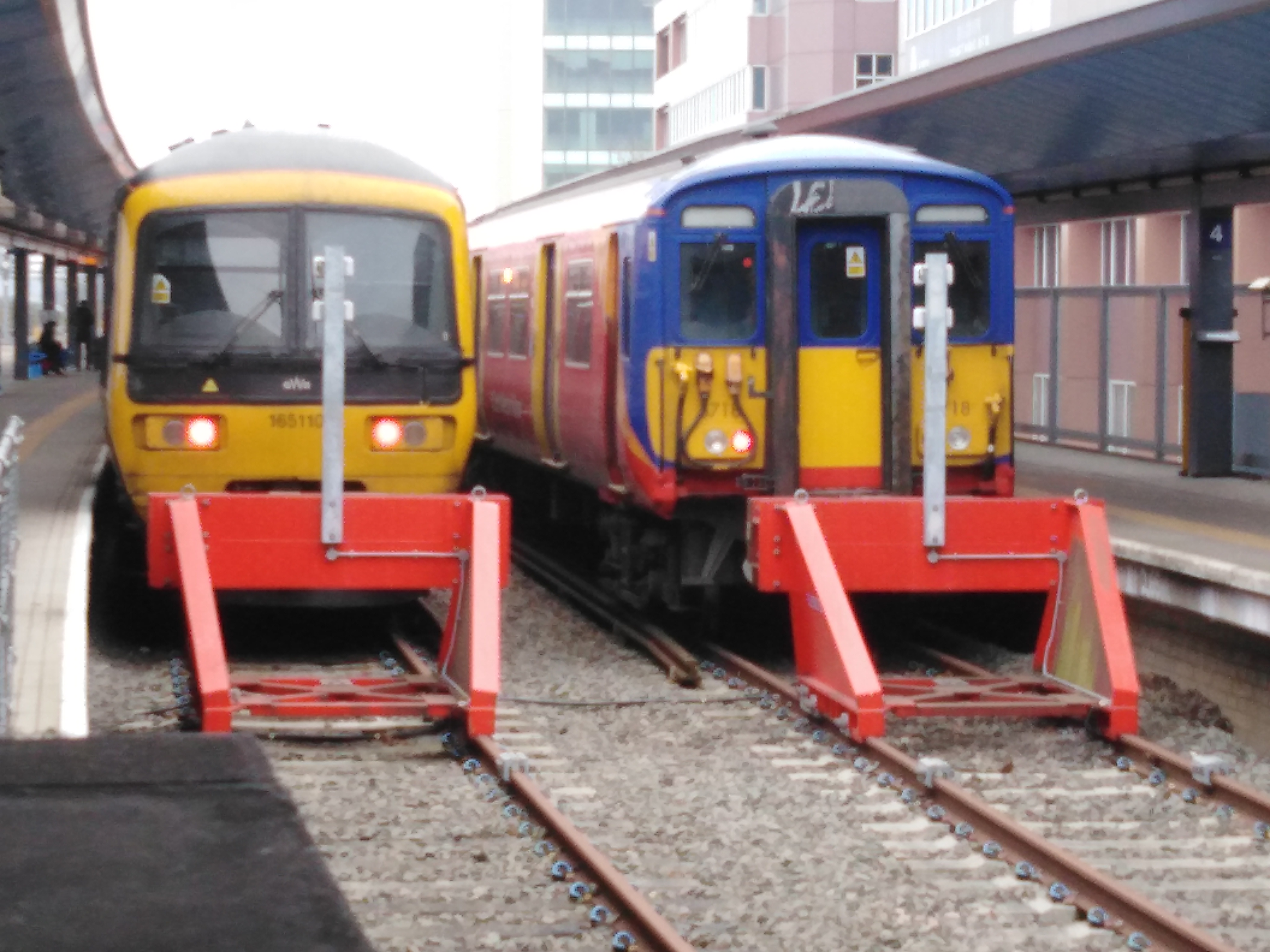
British Rail materieel op de kopsporen aan de zuidoostkant
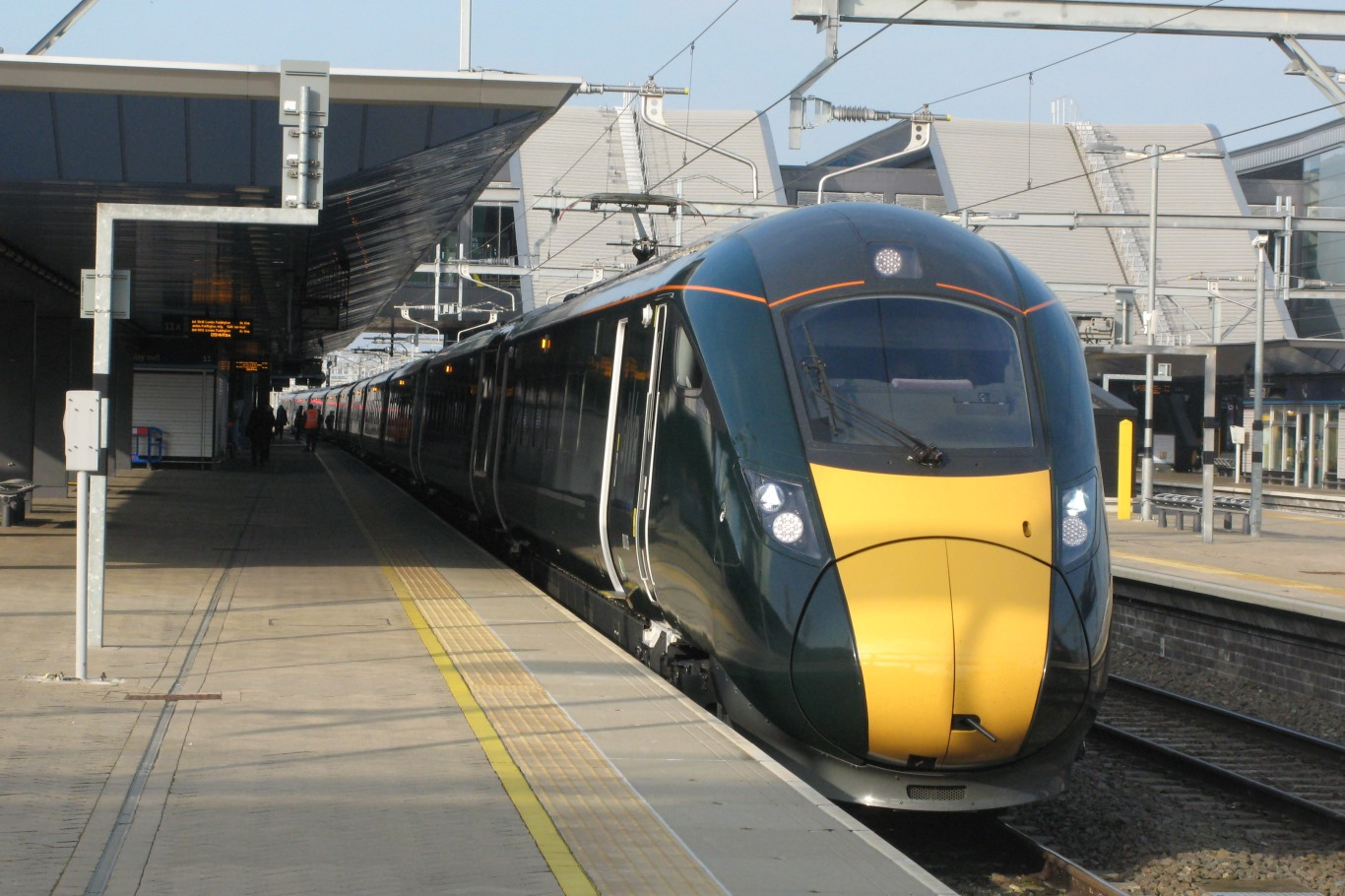
GWR treinstellen 800026+800024 richting Londen
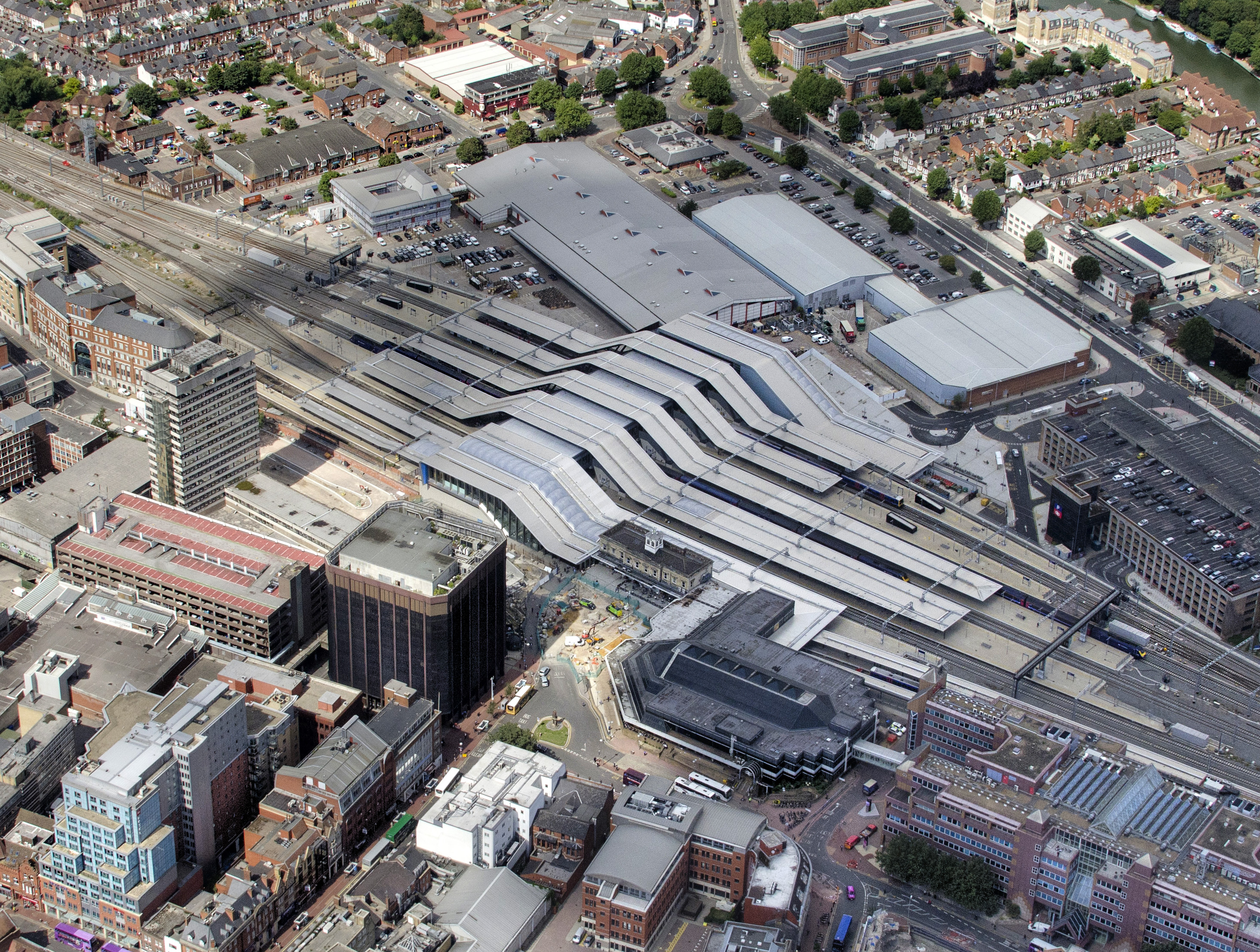
Luchtopname, 2014

### Sinds 2013
Het station heeft 15 perrons. De negen doorgaande sporen zijn genummerd van 7 tot 15 en verdeeld in 'a' en 'b' secties, waarbij 'a' de oostkant is en 'b' de westkant. De perrons 7 tot en met 11 liggen aan de hoofdlijn, terwijl de 12 tot en met 15 aan de sporen voor goederen- en stoptreinen liggen. De sporen 13-15 hebben toegang tot de onderdoorgang naar de Wokingham-lijnen.
- Spoor 1 en 2 - kopsporen aan de westkant voor stoptreinen naar Basingstoke, Newbury en Bedwyn.
- Spoor 3 - Een kopspoor aan de westkant waar CrossCountry diensten kunnen omkeren.
- Spoor 4, 5 en 6 - kopsporen aan de oostkant voor South Western Railway-diensten naar Londen Waterloo en GWR North Downs line-diensten naar Guildford, Redhill en Gatwick Airport. Deze zouden ook gebruikt zijn door het inmiddels afgeblazen Airtrack project. Ze zijn geëlektrificeerd met een derde rail.
- Spoor 7 – Treinen naar het westen op de Berks en Hants route en omkerende Cross country diensten.
- Spoor 8 - Treinen naar het westen op de Berks en Hants route en omkerende Cross Country diensten, alsmede treinen naar het westen op de hoofdlijn. Dit betreft dezelfde diensten als op spoor 7 en 9.
- Spoor 9 – Westwaartse treinen op de hoofdlijn.
- Spoor 10 en 11 – Oostwaartse treinen op de hoofdlijn.
- Spoor 12 en 13 – Westwaartse stoptreinen en Elizabeth line.
- Spoor 14 en 15 – Oostwaartse stoptreinen en Elizabeth line.

Tijdens de grote reconstructie van het station, en de daarmee gepaard gaande verplaatsing van het opstelspoor voor locomotieven en het onderhoudsdepot van ten zuiden van de Great Western Main Line naar de noordzijde, werden een aantal belangrijke onderdelen overbodig of waren ze niet langer nodig. Network Rail bood deze aan musea en de spoorwegbeschermingsbeweging om niet aan, maar onder voorbehoud van terugbetaling van de leveringskosten. In april 2011 werden de voormalige 17-meter lange verkeersbruggen ten westen van het station geleverd aan Loughborough Central aan de Great Central Railway voor toekomstig gebruik op hun overbruggingsproject. In januari 2014 werd een van de 22.500-imperial-gallon (102.000 l; 27.000 US gal) watertanks verplaatst naar Bishops Lydeard aan de West Somerset Railway.

### Heathrow
Station Reading was beoogd westelijke eindpunt van de voorgestelde Heathrow Airtrack-treindienst. Dit project, gepromoot door BAA, voorzag in de aanleg van een zijtak van de Waterloo naar Reading Line naar Heathrow Airport, waardoor directe spoorverbindingen van de luchthaven naar Reading, London Waterloo, Woking en Guildford zou komen. Airtrack werd in april 2011 door BAA geannuleerd, maar in oktober 2011 kondigde wandsworth Council een herzien plan aan met de naam Airtrack-Lite. Daarna is besloten om een spoorroute aan te leggen van Heathrow Terminal 5 naar de GWR-hoofdlijn tussen Iver en Langley, met daar een knooppunt op het westen, waardoor een directe route van Heathrow naar het westen wordt geboden. Great Western Railway zal deze route uitvoeren wanneer deze in 2027 is voltooid, aansluitend op de Elizabeth Line-tak en ter vervanging van de Heathrow Express.

## Reizigersdienst
Het station speelt een sleutelrol in het bedienen van de Great Western Main Line, de lijn die westwaarts loopt van station London Paddington naar Reading. Ten westen van station Reading splitst de lijn zich in twee takken, waardoor het een verscheidenheid aan plaatsen in het westen en zuidwesten van Engeland en verder naar Zuid-Wales kan bedienen. De hoofdtak gaat naar Bristol Temple Meads, via Bath Spa, Chippenham en Swindon. De South Wales Main Line splitst af van de hoofdtak in Swindon met treinen die rijden via Bristol Parkway, Newport, Cardiff Central, Bridgend, Port Talbot Parkway en Neath van en naar Swansea. Sommige diensten op de Great Western Main Line eindigen in Bristol, terwijl andere doorrijden via Exeter richting de West Country. De andere tak ten westen van station Reading is de lijn van Reading naar Taunton (de "Berks and Hants" lijn), die plaatsen in Berkshire en Wiltshire bedient. Hogesnelheidsdiensten op deze lijn doen normaal gesproken niet alle stations langs de route aan (behalve soms Newbury), en sommige expressdiensten vanuit het zuidwesten rijden non-stop tussen Paddington en Taunton. De zijlijn van Reading naar Taunton sluit bij Cogload Junction, ten noorden van Taunton, aan op de lijn van Bristol naar het zuiden. De lijn gaat vervolgens verder naar de stations van Taunton, Exeter St Davids, Plymouthen verder naar stations in Cornwall zoals Par, waar de aftakking naar Newquay afsplitst en waar een deel van de treinen eindigt, terwijl de meeste eindigen bij het eindpunt Penzance. 
Zowel hogesnelheidsintercitydiensten als lokale diensten worden geëxploiteerd door Great Western Railway. Bijna alle diensten stoppen in Reading.
Andere hoofdlijnen verbinden Reading met Birmingham New Street, Birmingham International, Noord-Engeland en Schotland, en met Basingstoke, Winchester, Southampton Central en Bournemouth in het zuiden. Doorgaande diensten van noord naar zuid op deze lijnen worden geëxploiteerd door CrossCountry, en al hun diensten stoppen bij Reading, waardoor de treinen moeten keren in het station. De belangrijkste routes aangeboden door CrossCountry lopen naar Newcastle en Manchester Piccadilly in het noorden en Southampton Central en Bournemouth in het zuiden. Eenmaal per dag per richting rijden er diensten tussen Edinburgh Waverley en Guildford.
De Elizabeth-lijn biedt een dienst naar Abbey Wood en stopt op de meeste stations naar Ealing Broadway. Op zondagochtend en zondagavond eindigen de treinen in plaats daarvan in London Paddington.
De secundaire North Downs Line verbindt Reading met Guildford, Reigate en Gatwick Airport. Diensten op deze lijn, samen met lokale stopdiensten naar Basingstoke, Newbury, Bedwyn, Oxforden London Paddington, worden ook geëxploiteerd door Great Western Railway. Een elektrische voorstadslijn van South Western Railway verbindt Reading met Wokingham, Bracknell, Ascot, Staines, Richmond, Clapham Junction en London Waterloo. In afwachting van de aanleg van de rechtstreekse spoorlijn naar Heathrow Airport, verbindt een snelbusdienst, RailAir, Reading met London Heathrow Airport, net als voorstedelijke diensten via Hayes & Harlington.